# Touit costaricensis
Touit costaricensis là một loài chim trong họ Psittacidae.